# 398 Admete
398 Admete este un asteroid din centura principală, descoperit pe 28 decembrie 1894, de Auguste Charlois.